# Torre 515 Avenida La Capilla
Las Torres 515 Avenida La Capilla  son un complejo habitacional de 2 torres unidas y ubicadas en San Salvador, específicamente en Avenida La Capilla # 515 Colonia San Benito, El Salvador. Es un proyecto de la Inmobiliaria Salvadoreña, Inversiones Bolívar.

## Descripción de la obra
En un área de 19 mil metros cuadrados se levantan las torres 515: su diseño es moderno y simula la unificación de varias estructuras que sobresalen en desnivel, distanciándose a lo largo de todo el complejo y convergiendo en la estructura principal con acabados de mármol. Consta de dos torres que ofrecen 63 apartamentos. La torre cuenta con 14 pisos de apartamentos 1 piso para el lobby y usos múltiples y 5 pisos subterráneos con un total de 20 pisos y tiene una altura de 64 metros (209.97 pies). Actualmente se encuentra en la lista de las estructuras más altas de apartamentos en el país. 
[cita requerida]

## Detalles
- Ubicación: Avenida La Capilla # 515, San Salvador[4]

- Pisos:

Torre I: 20 -
Torre II: 16 
- Altura:

64 m (209.97 pies) -
53.6 m (175.85 pies)
- Fecha de comienzo: Mediados de 2004

- Fecha de finalización: principios de 2006

- Áreas comunes:

Gimnasio -
Áreas verdes -
Piscina -
Estacionamiento -
Club de campo

## Anexos
- Anexo:Edificios de El Salvador
- Anexo:Edificios más altos de Centroamérica